# 亨德拉·普尔纳马
亨德拉·普尔纳马（1997年1月12日—）生于日惹特区班图尔，是一名印尼男子射箭运动员，主攻反曲弓，曾就读于日惹国立大学。他出身射箭世家，在家中排行老幺，父母及哥哥姐姐都从事射箭运动，他也受家人影响开始练习射箭，他希望能够进入位于拉古南的一所体校，然而他被告知只有获得全国比赛奖牌，方可进入体校，结果他在2008年的全国青少年锦标赛上获得亚军，如愿入读体校。